# Pak Den Aj
Pak Den Aj vagy Pak Den Áj (hangul: 박정애, szoros átírásban Pak Csonge, handzsa: 朴正愛, RR: Pak Jŏng-ae; Észak-Hamgjong (Hamgyŏng), 1907 – Phenjan (P'yŏngyang), 1998) Sztálin-díjas észak-koreai politikus, feminista.
1907-ben született Észak-Hamgjong (Hamgyŏng) tartományban, Cshö (Ch'oe) Vera néven. 1953-ban Hűvösvölgyben megnyílt a nevét viselő intézmény, ami 200, a koreai háborúban árván vagy félárván maradt gyermeket fogadott be annak idején.
Az 1980-as években egyszerűen eltűnt, valószínűleg belső tisztogatások áldozata lett.